# Літинський Генріх Ілліч
Генріх Ілліч Літинський (нар. 4 (17) березня 1901, Липовець — пом. 26 липня 1985, Москва) — радянський композитор та педагог, професор. 

## Біографічна довідка
Народився 4 (17) березня 1901 року у Липовці (нині Обухівський район). У 1928 році з золотою медаллю закінчив Московську консерваторію по класу композиції Р. М. Глієра.
У 1924-1985 роках викладав композицію та поліфонію у Московській консерваторії, Музікально-педагогічному інституті імені Гнесиніх, Казанській консерваторії. Професор. Серед 400 відомих учнів Арам Хачатурян, Тихон Хренніков, Михайло Меєрович, Арно Бабаджанян, Едвард Мірзоян, Олександр Арутюнян, Микола Пейко, Назіб Жиганов, Фарід Яруллін, Чари Нуримов, Юрій Поволоцький та інші.
У 1928–1945 роках працював переважно в камерно-інструментальних жанрах.
У 1947 році за музикально-фольклорними матеріалами Марка Жиркова та спільно з ним написав перші якутські музично-сценічні твори: епіцну оперу «Нюрґун Боотур» та балет-казку «Полевой цветок». В подальшому створив оригінальну музичну стилістику, що втілює особливості якутської пісенності без прямих фольклорних запозичень.
Помер 26 липня 1985 року в Москві.

## Відзнаки
- Заслужений діяч мистецтв РРФСР з 1957 року;
- Заслужений діяч мистецтв Чуваської АРСР;
- Народний артист Якутської АРСР з 1964 року;
- Народний артист Татарської АРСР з 1964 року.